# Линдгрен, Барбру
Барбру Линдгрен (швед. Barbro Lindgren; род. 18 марта 1937, Стокгольм) — шведская писательница, автор книг для детей и юношества. Лауреат международной Премии имени Х. К. Андерсена (2004) — за весомый вклад в детскую литературу. Лауреат ежегодной Премии имени Астрид Линдгрен.

## Биография

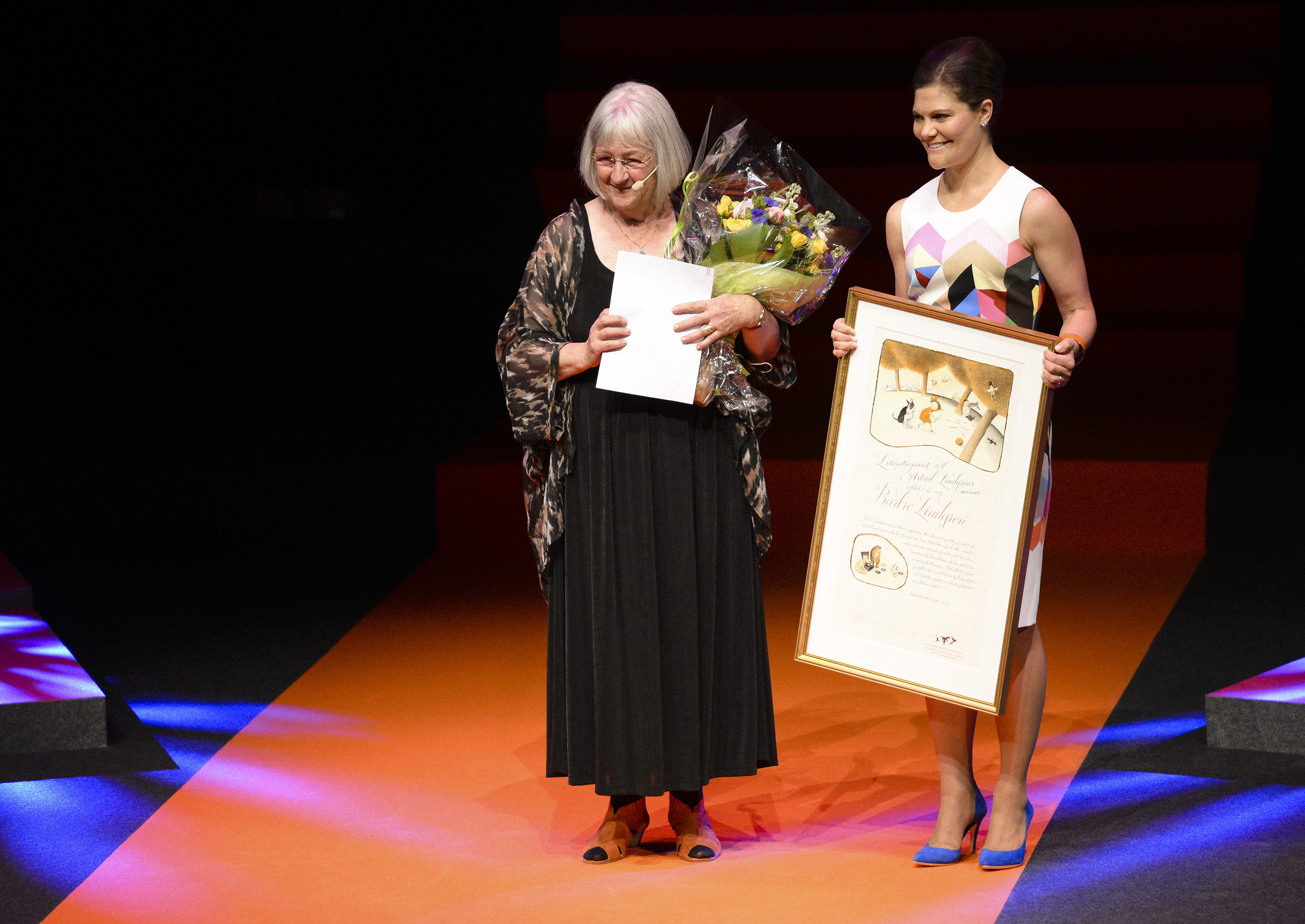
Барбру Линдгрен на вручении премии Астрид Линдгрен, 2014

Барбру Линдгрен, дочь инженера Георгия Энскога (Georg Enskog) и Майи Лёфштедт (Maja Löfstedt), сестра художника Катарины Олауссон Селл (Katarina Olausson Säll), родилась в 1937 году в Стокгольме в районе Бромм. В 1958 году окончила шведский государственный колледж искусств Konstfack, с 1959 года училась в Королевской академии. Работала дизайнером и в сфере здравоохранения. Совместно со шведским конгрессменом, Марианной Эрикссон, начала издавать книги.
C 1965 года начала заниматься литературным творчеством. Барбру Линдгрен писала книги для детей и юношества, книги для взрослых всех возрастов. Оказала большое влияние на шведскую литературу для детей. Как писатель, дебютировала в 1965 году книгой «Mattias sommar». Некоторые из своих книг сама и иллюстрировала. С 1980-х годов сотрудничала с другими иллюстраторами, такими как Ева Эрикссон. Этот творческий союз привел к изданию серий книжек — картинок о маленьком Максе, о бультерьере Рози и других. Издания на русском языке выходили в оформлении художницы Надежды Суворовой. Среди её произведений — две серии автобиографических книг, в которых писательница вспоминает детство и юность.
С 1965 года Барбру Линдгрен выпустила сотни названий книг, была переведена на примерно 30 языков.
Барбру Линдгрен утверждает, что «почти все описываемые в книжках невероятные приключения действительно происходили в деревне под Стокгольмом с её сыновьями, мужем и свёкром».
В 1973 году получила премию Астрид Линдгрен, приуроченную к 60-летию Астрид Линдгрен, которая присуждается за лучшие произведения для детей и юношества.

## Награды
- Премия Астрид Линдгрен, приуроченная к 60-летию Астрид Линдгрен (1973);
- Премия Бернса (1985);
- Лауреат Международной премии имени Х. К. Андерсена (2004) — за вклад в детскую литературу;
- Лауреат ежегодной Премии имени Астрид Линдгрен (2014);
- Премия Беллмана (2015).

## Основные произведения

### На русском языке
- «Маттиас и его друзья».  1984 Издательство: Карелия.
- Линдгрен Б. Лоранга, Мазарин и Дартаньян. М: Самокат, 2009. 144 с. ISBN 978-5-902326-71-1.
- Линдгрен Б. Эх ты, Борька! М: Клевер Медиа Групп, 2011. 32 с. ISBN 978-5-91982-067-3. Иллюстрации художника Улофа Ландстрёма.
- Линдгрен Б. Ай да Борька! М: Клевер Медиа Групп, 2012. 33 с. ISBN 978-5-91982-093-2.
- Линдгрен Б. Где все? М.: Белая ворона, 2014. 28 с. ISBN 978-5-906640-15-4.
- Линдгрен Б. Макс и машинка. М.: Самокат, 2015. 32 с. ISBN 978-5-91759-396-8.
- Линдгрен Б. Макс и горшок. М.: Самокат, 2015. 32 с. ISBN 978-5-91759-395-1.
- Линдгрен Б. Макс и тележка. М.: Самокат, 2015. 32 с. ISBN 978-5-91759-397-5.
- Линдгрен Б. Макс и лампа. М.: Самокат, 2015. 32 с. ISBN 978-5-91759-394-4.
- Линдгрен Б. Макс и подгузник. М.: Самокат, 2016. 32 с. ISBN 978-5-91759-477-4
- Линдгрен Б. Макс и соска. М.: Самокат, 2016. 32 с. ISBN 978-5-91759-478-1
- Линдгрен Б. Макс и мячик. М.: Самокат, 2017. 32 с. ISBN 978-5-91759-473-6
- Линдгрен Б. Макс купается. М.: Самокат, 2017. 32 с. ISBN 978-5-91759-471-2
- Линдгрен Б. Макс и печенье  М.: Самокат, 2017. 32 с. ISBN 978-5-91759-472-9
- Линдгрен Б. Макс и мишка М.: Самокат, 2017. 32 с. ISBN 978-5-91759-465-1
- Линдгрен Б. Новые приключения Маттиаса. Издательство: Белая ворона / Альбус корвус, 2021 г. ISBN 978-5-00114-261-4

### На шведском языке
- Lindgren B. Rosa flyttar till stan. Stockholm: Eriksson & Lindgren, 1996. 29 c. ISBN 91-87804-92-1.
- Lindgren B. Dollans dagis. Stockholm: Eriksson & Lindgren, 2006. 21 c. ISBN 91-85199-38-9.
- Lindgren B. Sagan om den lilla farbrorn. Stockholm: Karneval, 2010. 30 c. ISBN 978-91-85703-47-0.
- Lindgren B. Rosa på Dagis. Stockholm: Eriksson & Lindgren, 1999. 30 c. ISBN 91-87805-34-0.